# Agostino Trivulzio
Agostino Trivulzio (né à Milan vers 1485, et mort à Rome le 30 mars 1548) est un cardinal italien du XVIe siècle. 
Il est un neveu du cardinal Antonio Trivulzio, seniore, O.C.R.S.A. (1500). Ses oncles Giangiacomo et Teodoro Trivulzio sont maréchal de France. Il est aussi un parent des cardinaux Scaramuccia Trivulzio (1517), Antonio Trivulzio, iuniore (1557) et Giangiacomo Teodoro Trivulzio (1629).

## Biographie
Agostino Trivulzio est abbé commendataire de Fromont, protonotaire apostolique et auditeur de la Rote romaine. Il est nommé cardinal par le pape Léon X lors du consistoire du 1er juillet 1517. 
En 1520, le cardinal Trivulzio est élu archevêque de Reggio Calabria, mais il résigne au profit de son frère Pietro Trivulzio. Il est archiprêtre de la basilique Saint-Pierre. Trivulzio est administrateur apostolique d'Alessano (1521-1526), de Bobbio (1522-1524), de Toulon (1524-1535), du Puy (1525) et d'Avranches (1526). Trivulzio est légat apostolique auprès de l'armée du pape et Campagne et Maritime et est un des cardinaux pris en otage après le sac de Rome (1527) par les troupes impériales. Il reste emprisonné pendant 18 mois.
Le cardinal Trivulzo est administrateur d'Asti en 1528-1529 et en 1536-1548, abbé commendataire de l'abbaye d'Aulps en 1530-1534, administrateur de Bayeux à partir de 1531 et est régent du royaume de France. Il est administrateur de Brugnato (1539-1548), abbé commendataire de Nanteuil la Vallée à Poitiers et de Fontfroide à Narbonne et administrateur de Périgueux à partir de 1541. Après de longues recherches, il commence à écrire l'histoire des papes et des cardinaux, mais il meurt avant de finir son travail.